# Italia en los Juegos Olímpicos de Sarajevo 1984
Italia estuvo representada en los Juegos Olímpicos de Sarajevo 1984 por un total de 74 deportistas que compitieron en 9 deportes.  
El portador de la bandera en la ceremonia de apertura fue el deportista de luge Paul Hildgartner.

## Medallistas
El equipo olímpico italiano obtuvo las siguientes medallas:
| Nombre           | Deporte      | Competición  |
| ---------------- | ------------ | ------------ |
| Oro              |              |              |
| Paoletta Magoni  | Esquí alpino | Eslalon F    |
| Paul Hildgartner | Luge         | Individual M |
| Plata            |              |              |
| —                |              |              |
| Bronce           |              |              |
| —                |              |              |